# تایلر بلکت
تایلر بلکت (انگلیسی: Tyler Blackett؛ زادهٔ ۲ آوریل ۱۹۹۴) یک بازیکن فوتبال اهل انگلستان است.
از باشگاه‌هایی که در آن بازی کرده‌است می‌توان به بیرمنگام سیتی و بلکپول اشاره کرد.او اکنون پیراهن شماره سه باشگاه سینسیناتی را به تن دارد.